# Ascocorticiellum
Ascocorticiellum — рід грибів. Назва вперше опублікована 1982 року.

## Класифікація
До роду Ascocorticiellum відносять 1 вид:
- Ascocorticiellum vermisporum